# Estación de Fuente Salada
Fuente Salada fue una estación de ferrocarril situada en el municipio español de Gibraleón, en la provincia de Huelva. Las instalaciones formaban parte del ferrocarril de Tharsis, que estuvo en servicio entre 1871 y 2000. En la actualidad la estación ha desaparecido y solo se conservan algunos restos del recinto.

## Historia
El ferrocarril de Tharsis fue inaugurado el 6 de febrero de 1871, tras varios años de obras. La construcción corrió a cargo de la Tharsis Sulphur and Copper Company Limited, empresa de capital británico que poseía varias minas en la zona y buscaba dar salida al mineral extraído. El trazado disponía de una serie de estaciones intermedias para gestionar el tráfico ferroviario, entre las cuales estaba la de Fuente Salada. Las instalaciones también llegaron a disponer durante muchos años de servicio de viajeros. La vía general entre Tharsis y Corrales fue clausurada al tráfico el 1 de enero de 2000.